# شرف اثاب (حالمين)

تعديل مصدري - تعديل

شرف اثاب هي إحدى قرى عزلة حبيل الريدة بمديرية حالمين التابعة لمحافظة لحج، بلغ تعداد سكانها 217 نسمة حسب تعداد اليمن لعام 2004.